# Kimpfler (Haidgau)
Kimpfler ist ein Weiler auf der Gemarkung Haidgau von Bad Wurzach im Landkreis Ravensburg.

## Lage
Kimpfler liegt im Naturraum der Riß-Aitrach-Platten (Nr. 41) welcher Teilder Großlandschaft der Donau-Iller-Lech-Platte (Nr. 4) ist.
Kimpfler liegt Geographisch etwa:
- 80 m westlich von Haid
- 1,2 km südöstlich von Haidgau
- 1,2 km westlich vom Industriegebiet von Bad Wurzach
- 1,2 km westlich von Ziegelbach
- 3 km östlich von Menisweiler[4]

### Hydrologisch
Kimpfler liegt im Gewässereinzugsgebiet der Aitrach, die Regional auch Wurzacher Ach genannt wird und über die Iller und Donau in das Schwarze Meer entwässert.
Der Ursprung der Aitrach ist am Nordrand des Weiler und die Quelle des Achursprung, ein 1.206 m langer Nebenfluss der Aitrach, liegt etwa 140 m nördlich von Kimpfler.
Direkt am südlichen Ortsrand von Kimpfler befindet sich der See NN-SQF (1,832 ha). Der See NN-LNT (Fläche 1,3901 ha), liegt rund 140 m südöstlich des Weilers.

### Schutzgebiete
Kimpfler grenzt im Nordosten direkt an das Annmoor des Wurzacher Rieds sowie an das Landschaftsschutzgebiet Wurzacher Ried, Vogelschutzgebiet Wurzacher Ried und das FFH-Gebiet Wurzacher Ried und Rohrsee.
Direkt südlich der Straße des westlichen Teils des Weilers grenzt Kimpfler an das Biotop Grundwassersee und Feldhecken S Kimpfler und entlang der Straße zum südlich gelegenen Wohnplatz von Kimpfler befindet sich das Biotop Hecke westlich Ziegelbach.

## Verkehrsanbindung
Kimpfler ist an mehrere Straßen angebunden:
- Die Landesstraße L 300 führt nach Norden in Richtung Haidgau
- Die Landesstraße L 314 führt nach Osten über Haasen und den Brodbacher Hof nach Bad Wurzach
- Die L 314 führt nach westen über Zwings, Menisweiler, Roßberg und Furt nach Bergatreute
- Die K 7932 führt nach Südosten über Haid nach Ziegelbach.[4]

Der nächste Bahnhof ist in Bad Wurzach, mit dem Pkw ist er über die L 314 etwa 4,2 km entfernt. Mit dem Fahrrad sind es über Haid, Ziegelbach und Krattenweiler rund 5,1 km und 27 hm.
Der Weiler ist nicht direkt an das Radnetz Baden-Württemberg angeschlossen. Der nächstgelegene Anschluss ist in Bad Wurzach, rund 5 km entfernt.